# Andriej Iwanczenko
Andriej Andriejewicz Iwanczenko (ros. Андрей Андреевич Иванченко, ur. 1895 we wsi Markowka w guberni kurskiej, zm. 17 lutego 1938 w Leningradzie) – funkcjonariusz radzieckich służb specjalnych.

## Życiorys
Należał do RKP(b), 1923-1924 był pomocnikiem i zastępcą szefa Zarządu Ekonomicznego OGPU ZSRR, potem szefem Wydziału I Zarządu Ekonomicznego OGPU ZSRR, następnie do 16 maja 1929 szefem Zarządu Ochrony Pogranicznej i Wojsk OGPU Zakaukaskiej RFSRR. Do 1930 był szefem Karelskiego Obwodowego Oddziału GPU, od maja 1930 do września 1931 szefem Sołowieckiego Poprawczego Obozu Pracy OGPU w Karelskiej ASRR, następnie kierownikiem leningradzkiego obwodowego oddziału handlu radzieckiego i członkiem Rady przy Ludowym Komisariacie Handlu Wewnętrznego ZSRR.
28 września 1937 został aresztowany podczas wielkiej czystki, następnie skazany na śmierć i rozstrzelany.